# Крюківський район (Кременчуцька округа)
Крю́ківський райо́н — адміністративно-територіальна одиниця УСРР, утворена 7 березня 1923 у складі  Кременчуцької округи із Крюківської волості Кременчуцького повіту Полтавської губернії та Павлиської і Браїлівської волостей Олександрійського повіту Катеринославської губернії з центром у посаді (з червня 1925 — смт) Крюків. Складався з 5 сільрад: Білецьківської, Браїлівської, Карантинської, Костромської та Павлиської, загальна чисельність населення яких за даними на 7 вересня 1923 року становила 24 612 осіб. 
Район було розформовано в 1928 році у зв'язку з тим, що смт Крюків було приєднано до Кременчука з одночасним виключенням Крюкова з реєстру селищ міського типу та утворенням 28 серпня 1928 року Крюківської районної Ради Кременчуцької міської Ради замість розпущеної Крюківської селищної Ради. Сільради розформованого Крюківського району ввійшли до складу Онуфріївського та Новогеоргіївського районів.